# The Mouse Merized Cat
Pour plus de détails, voir Fiche technique et Distribution.
The Mouse Merized Cat est un court métrage d'animation américain de la série Merrie Melodies, réalisé par Robert McKimson et produit par la Warner Bros. Cartoons, sorti en 1946. C'est suite de Tale of Two Mice (1945).